# Agroecologia

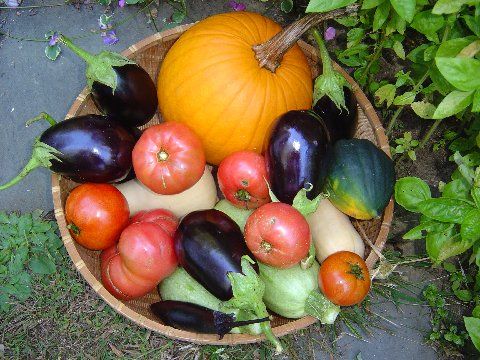
Ortaggi da agricoltura biologica

L'agroecologia consiste nell'applicazione dei principi ecologici alla produzione di alimenti, carburante, fibre e farmaci nonché alla gestione di agrosistemi. Il termine comprende una vasta gamma di approcci e può significare «una scienza, un movimento e una pratica».

## La strategia ecologica
Gli agroecologi studiano una varietà di agrosistemi, e il campo dell'agroecologia non è associato a un particolare metodo di coltivazione, sia che si tratti di agricoltura biologica, integrata o convenzionale, intensiva o estensiva. Inoltre, l'agroecologia non è definita da una specifica pratica gestionale, come l'uso della lotta biologica al posto degli insetticidi, o della policoltura in luogo della monocoltura.
D'altro canto, gli agroecologi non si oppongono unanimemente alla tecnologia o ad altri input in agricoltura, bensì valutano come, quando e se la tecnologia può essere utilizzata in combinazione con le risorse naturali, sociali e umane. L'agroecologia costituisce un contesto, ovvero un particolare ambiente di studio, e come tale non fornisce una formula o ricetta universale per organizzare un agrosistema ideale.
Gli agroecologi, piuttosto, possono studiare le questioni relative a quattro caratteristiche degli agrosistemi: produttività, stabilità, sostenibilità ed equità. Al contrario di discipline che si occupano solo di una o di alcune di tali proprietà, gli agroecologi le concepiscono interconnesse e parti integranti per un'evoluzione sostenibile di un agrosistema. Riconoscendo che queste caratteristiche si manifestano su diverse scale spaziali, gli agroecologi studiano gli agroecosistemi su differenti livelli: gene-organismo-popolazione-comunità-ecosistema-paesaggio-bioma, campo-fattoria-comunità-stato-regione-paese-continente-pianeta.
Inoltre, gli agroecologi studiano le sue elencate proprietà mediante un approccio interdisciplinare, usando le scienze naturali per comprendere, ad esempio, le caratteristiche del suolo o le interazioni pianta-insetto — come pure le scienze sociali per descrivere gli effetti delle pratiche agricole sulle comunità rurali, per individuare i vincoli economici riguardanti lo sviluppo di nuovi metodi di produzione, oppure comprendere i fattori culturali che determinano le attività agricole.

## Gli approcci
Non tutti gli agroecologi concordano su quello che è la loro disciplina, o dovrebbe essere nel lungo periodo. Differenti definizioni di "agroecologia" possono essere fornite, a seconda dell'accezione che si attribuisce alla parola "ecologia" e alle connotazioni politiche associabili al termine. Pertanto, le varie definizioni di "agroecologia" si possono raggruppare in base al contesto in cui si può situare la parola "agricoltura".

L'agroecologia è definita dall'OCSE (Organizzazione per la Cooperazione e lo Sviluppo Economico) come «lo studio del rapporto fra coltivazioni agricole e ambiente»: è evidente il riferimento all'"-ecologia", presente in "agroecologia", ma ristretta all'ambiente naturale. 
Di conseguenza, un agroecologo studierebbe le relazioni dell'agricoltura con lo stato del suolo, la qualità dell'acqua e dell'aria, meso- e micro-fauna, flora circostante, tossine ambientali, ecc.
Un'altra definizione comune è stata data da Dalgaard et al., che associa l'agroecologia allo studio delle interazioni fra piante, animali, esseri umani, ambiente naturale e sistemi agricoli. Quindi l'agroecologia sarebbe intrinsecamente multidisciplinare, legata ad agronomia, ecologia, sociologia, economia e discipline orbitanti. In questo caso, la porzione "-ecologia" è da concepire in senso più generale, includente pure il contesto sociale-culturale-economico.
L'agroecologia trova, inoltre, una prima definizione legislativa (legge 29 luglio 2021, n. 21 della Regione Siciliana). Il comma 2 dell'art. 2 della suddetta Legge dà la seguente definizione: "L’agroecologia è un sistema di produzione agricola che applica i principi fondamentali dell’ecologia al settore agricolo, zootecnico e forestale".
Inoltre, l'agroecologia è variamente definita a seconda del luogo geografico. Nel sud del mondo questa parola ha sovente connotazioni politiche. Tali definizioni politiche di agroecologia di solito associano ad essa obiettivi di giustizia sociale ed economica; una particolare attenzione, in questo caso, è spesso dedicata alla conoscenza dell'agricoltura tradizionale delle popolazioni indigene. In Nord America e in Europa, invece, si suole evitare l'uso apertamente politico del termine; di conseguenza, in tal caso, l'agroecologia è intesa come una disciplina scientifica, priva di specifici obiettivi sociali.

## Pubblicazioni principali[7]
| Anno | Autori                          | Titolo |
| ---- | ------------------------------- | --- |
| 1928 | Klages                          | Crop ecology and ecological crop geography in the agronomic curriculum                                                       |
| 1939 | Hanson                          | Ecology in agriculture |
| 1956 | Azzi                            | Agricultural ecology |
| 1965 | Tischler                        | Agrarökologie |
| 1973 | Janzen                          | Tropical agroecosystems |
| 1974 | Harper                          | The need for a focus on agro-ecosystems                                                                                      |
| 1976 | Loucks                          | Emergence of research on agroecosystems                                                                                      |
| 1977 | Hernanez Xolocotzi              | Agroecosistemas de Mexico |
| 1978 | Gliessman                       | Agroecosistemas y tecnologia agricola tradicional                                                                            |
| 1979 | Hart                            | Agroecosistemas: conceptos básicos                                                                                           |
| 1979 | Cox & Atkins                    | Agricultural ecology: an analysis of world food production systems                                                           |
| 1980 | Hart                            | Agroecosistemas |
| 1981 | Gliessman, Garcia & Amador      | The ecological basis for the application of traditional agricultural technology in the management of tropical agroecosystems |
| 1982 | Montaldo                        | Agroecologia del trópico americano                                                                                           |
| 1983 | Altieri                         | Agroecology |
| 1984 | Lowrance, Stinner & House       | Agricultural ecosystems: unifying concepts                                                                                   |
| 1985 | Conway                          | Agroecosystems analysis |
| 1987 | Altieri                         | Agroecology: the scientific basis of alternative agriculture                                                                 |
| 1990 | Allen, Dusen, Lundy & Gliessman | Integrating social, environmental, and economic issues in sustainable agriculture                                            |
| 1990 | Gliessman                       | Agroecology: researching the ecological basis for sustainable agriculture                                                    |
| 1990 | Carroll, Vandermeer & Rosset    | Agroecology |
| 1990 | Altieri & Hecht                 | Agroecology and small farm development                                                                                       |
| 1991 | Caporali                        | Ecologia per l'agricoltura                                                                                                   |
| 1991 | Bawden                          | Systems thinking in agriculture                                                                                              |
| 1993 | Coscia                          | Agricoltura sostenibile |
| 1998 | Gliessman                       | Agroecology: ecological processes in sustainable agriculture                                                                 |
| 2001 | Flora                           | Interactions between agroecosystems and rural communities                                                                    |
| 2001 | Gliessman                       | Agroecosystem sustainability                                                                                                 |
| 2002 | Dalgaard, Porter & Hutchings    | Agroecology, scaling, and interdisciplinarity                                                                                |
| 2003 | Francis et al.                  | Agroecology: The Ecology of Food Systems                                                                                     |
| 2004 | Clements, Shrestra              | New Dimension in Agroecology                                                                                                 |
| 2007 | Bland and Bell                  | A Holon Approach to Agroecology                                                                                              |
| 2007 | Gliessman                       | Agroecology: The Ecology of Sustainable Food Systems                                                                         |
| 2007 | Warner                          | Agroecology in Action |
| 2009 | Wezel, Soldat                   | A quantitative and qualitative historical analysis of the scientific discipline agroecology                                  |
| 2009 | Wezel et al.                    | Agroecology as a science, a movement or a practice. A review                                                                 |

### In italiano
- Miguel Altieri, Agroecologia: prospettive scientifiche per una nuova agricoltura, Padova, Muzzio Editore, 1991, ISBN 88-7021-541-5.
- Fabio Caporali, Enio Campiglia e Roberto Mancinelli, Agroecologia. Teoria e pratica degli agroecosistemi, Milano, CittàStudi, 2010, ISBN 978-88-251-7352-9.
- Valeria Erba, Mina Di Marino, e Stella Agostini, Guida alla pianificazione territoriale sostenibile. Strumenti e tecniche di agroecologia, Santarcangelo di Romagna (RN), Maggioli Editore, 2010, ISBN 978-88-387-5483-8.

### In inglese
- Miguel A. Altieri, Agroecology: the scientific basis of alternative agriculture, Boulder, Colorado, Westview Press, 1987.
- Miguel A. Altieri, Agroecological foundations of alternative agriculture in California, Ecosystems and Environment 39 (1-2): pp. 23-53, 1992.
- Friederick H. Buttel e Michael E. Gertler, Agricultural structure, agricultural policy and environmental quality: Some observations on the context of agricultural research in North America, Agriculture and Environment 7 (2): pp. 101-119, 1982.
- Ronald C. Carroll, John H. Vandermeer e Peter M. Rosset, Agroecology, New York, McGraw Hill Publishing Company, 1990.
- Maurizio G. Paoletti, Ben R. Stinner e Giovanni G. Lorenzoni, Agricultural Ecology and Environment, New York, Elsevier Science Publisher B.V., 1989.
- Philip Robertson e Swinton M. Scott, Reconciling agricultural productivity and environmental integrity: a grand challenge for agriculture, Frontiers in Ecology and the Environment 3 (1): pp. 38-46, 2005.
- Allan Savory e Jody Butterfield, Holistic Management: A New Framework for Decision Making, 2ª ed., Washington, D.C., Island Press, 1998, ISBN 978-1-55963-488-5.
- John H. Vandermeer, The ecological basis of alternative agriculture, Annual Review of Ecology, Evolution, and Systematics 26: pp. 201-224, 1995.
- Paul A. Wojtkowski, Agroecological perspectives in agronomy, forestry and agroforestry, Enfield, New Hampshire, Science Publishers, 2002.